# Урозбоев, Диёрбек Бахтиёр угли
Диёрбек Урозбоев (узб. Diyorbek O'rozboev; 17 августа 1993, Шаватский район, Хорезмская область, Узбекистан)  — узбекский дзюдоист, бронзовый призёр олимпийских игр, серебряный призёр чемпионата Азии.

## Биография
В 2011 году занял третье место на турнире Masters Bremen среди участников не старше 20 лет (U20) и розыгрыше Европейского кубка (U20), а на чемпионате Азии в Бейруте в той же возрастной категории одержал победу. В 2012 году был вторым на розыгрыше Кубка Международной федерации дзюдо в Ташкенте, третьим на чемпионате Азии U20, пятым на турнирах Гран-при Абу-Даби и Большого шлема в Токио. В 2013 году был третьим на розыгрыше Европейского кубка U21 и серебряным призёром чемпионата мира в той же возрастной категории. В 2014 году был вторым на Гран-при Ташкент, и лишь седьмым на турнире Большого шлема в Баку.
В 2015 году записал в актив второе место на открытом Кубке Европы в Варшаве, третье место на Гран-при Тбилиси, Гран-при Ташкент, турнире Большого шлема в Абу-Даби, пятые места на Гран-при Самсун, и турнире World Masters в Рабате. На чемпионате мира был седьмым.
В 2016 году победил на Гран-при Тбилиси, был третьим на Гран-при Самсун, Гран-при Алма-Ата, турнире Большого шлема в Баку и седьмым на турнире World Masters в Гвадалахаре. В этом же году сумел завоевать звание вице-чемпиона Азии.
Выступал на Олимпийских играх 2016 года, в категории до 60 килограммов, где боролись 35 дзюдоистов. Спортсмены были разделены на 4 группы, из которых четыре дзюдоиста по результатам четвертьфиналов выходили в полуфиналы. Проигравшие в четвертьфинале встречались в «утешительных» схватках и затем с потерпевшими поражение в полуфиналах, и по этим результатам определялись бронзовые призёры.
Урозбоев в четвертьфинале проиграл Елдосу Сметову, затем победил в утешительной встрече и во встрече за третье место с Амираном Папинашвили, завоевав бронзовую медаль Олимпийских игр.
| Круг                    | Соперник               | Действия | Итог      | Соперник                 | Действия                                                                     |
| ----------------------- | ---------------------- | --- | --------- | ------------------------ | ---------------------------------------------------------------------------- |
| 1/32                    | Диёрбек Урозбоев (UZB) | Удэ Хисиги Дзюдзи Гатамэ (1:22) — иппон | 100—0     | Джошуа Катц (AUS)        | —                                                                            |
| 1/16                    | Диёрбек Урозбоев (UZB) | Косотэ Гакэ (1:55) — юко Уклонение от захвата (2:26) — сидо Содэ Цурикоми Госи (2:47) — вадза-ари Ложная атака (4:50) — сидо Пассивность (4:57) — сидо | 011s3—0s2 | Людовик Шаммартен (SUI)  | Выход за пределы татами (0:26) — сидо Пассивность (1:14) — сидо              |
| 1/4                     | Елдос Сметов (KAZ)     | Пассивность (2:17) — сидо Иппон сэойнагэ (0:47 GS) — юко                                                                                               | 001s1—0s1 | Диёрбек Урозбоев (UZB)   | Пассивность (2:17) — сидо                                                    |
| Утешительная встреча    | Диёрбек Урозбоев (UZB) | Уклонение от захвата (1:49) — сидо Сэойнагэ (4:31) — иппон                                                                                             | 100s1—0s2 | Фелипе Китадаи (BRA)     | Пассивность (0:56) — сидо Уклонение от захвата (1:49) — сидо                 |
| Встреча за третье место | Диёрбек Урозбоев (UZB) | Ёко Гакэ — юко (0:31) Ложная атака (2:56) — сидо Ложная атака (4:01) — сидо                                                                            | 1s2—0s1   | Амиран Папинашвили (GEO) | Пассивность (1:03) — сидо Недозволенный захват за конец рукава (3:41) — сидо |

Отмечается, что коронными приёмами Диёрбека Урозбоева являются эффектные перевороты 